# Stevan Zorić
Stevan Zorić (né le 25 mai 1971 à Novi Sad) est un athlète yougoslave (serbe), spécialiste du saut en hauteur.
Le 2 juin 1996, il porte son record personnel à 2,31 m à Belgrade.

## Palmarès
| Date | Compétition                    | Lieu      | Résultat | Performance |
| ---- | ------------------------------ | --------- | -------- | ----------- |
| 1989 | Championnats d'Europe juniors  | Varaždin  | 2e       | 2,22 m      |
| 1990 | Championnats du monde juniors  | Plovdiv   | 3e       | 2,26 m      |
| 1991 | Championnats du monde en salle | Séville   | 5e       | 2,31 m      |
| 1993 | Universiade                    | Buffalo   | 2e       | 2,30 m      |
| 1995 | Championnats du monde en salle | Barcelone | 6e       | 2,28 m      |
| 1997 | Jeux méditerranéens            | Bari      | 1er      | 2,28 m      |

## Records
| Épreuve                    | Performance | Lieu     | Date         |
| -------------------------- | ----------- | -------- | ------------ |
| Saut en hauteur            | 2,31 m      | Belgrade | 2 juin 1996  |
| Saut en hauteur (en salle) | 2,31 m      | Séville  | 10 mars 1991 |